# 吉倫特省
吉倫特省（法語：Gironde，法語發音：[ʒiʁɔ̃d] ⓘ），又称吉隆德省或纪龙德省，是法國新阿基坦大区所轄的省份，濱大西洋，以吉伦特河口命名。該省編號為33。
法国大革命时期的吉伦特派即以此地命名。